# Ору-Верди-ду-Уэсти
Ору-Верди-ду-Уэсти (порт. Ouro Verde do Oeste) — муниципалитет в Бразилии, входит в штат Парана. Составная часть мезорегиона Запад штата Парана. Входит в экономико-статистический микрорегион Толеду. Население составляет 4838 человек на 2006 год. Занимает площадь 293,042 км². Плотность населения — 16,5 чел./км².

## Статистика
- Валовой внутренний продукт на 2003 год составляет 79 374 443,00 реалов (данные: Бразильский институт географии и статистики).
- Валовой внутренний продукт на душу населения на 2003 год составляет 15 475,62 реалов (данные: Бразильский институт географии и статистики).
- Индекс развития человеческого потенциала на 2000 год составляет 0,764 (данные: Программа развития ООН).